# فرودگاه تک‌بانده هکتور سلوا
فرودگاه تک‌بانده هکتور سلوا (به انگلیسی: Hector Silva Airstrip) یک فرودگاه با کد یاتا BCV است . این فرودگاه در کشور بلیز قرار دارد .